# Uy Ninh
Huyện tự trị dân tộc Di, Hồi và Miêu Uy Ninh (giản thể: 威宁彝族回族苗族自治县; phồn thể: 威寧彝族回族苗族自治縣; Hán-Việt: Uy Ninh Di tộc Hồi tộc Miêu tộc Tự trị huyện; bính âm: Wēiníng Yízú Huízú Miáozú Zìzhìxiàn; Tiếng A-Hmao: Wed Nix Ad Mangl Ad Hux Ad Hmaob Ziil Chux So) là một huyện tự trị thuộc địa cấp thị Tất Tiết, tỉnh Quý Châu, Cộng hòa Nhân dân Trung Hoa. Huyện tự trị này có diện tích 9296 ki-lô-mét vuông, dân số năm 2002 là 1,08 triệu người. Mã số bưu chính là 553100. Chính quyền huyện đóng ở trấn Thảo Hải. Về mặt hành chính, huyện tự trị này gồm có 19 trấn, 15 hương và hương dân tộc.
- Trấn; Thảo Hải, Trung Thủy, Triết Giác, Quan Phong Hải, Long Trường, Hầu Trường, Đông Phong, Yêu Trạm, Kim Chung, Lò Sơn, Hắc Thạch Đầu, Ngưu Bằng, Dĩ Na, Long Nhai, Tuyết Sơn, Dương Nhai, Nhị Đường, Tiểu Hải, Diêm Thương
- Hương: Kim Đầu, Ma Sa, Xá Hà, Cáp Lạt Hà, Đấu Cổ, Ngọc Long, Hắc Thổ Hà, Thỏ Nhai, Song Long, Đại Nhai, Tú Thủy, hương dân tộc Bố Y Tân Phát, Hải Lạp, Bản Để và Vân Quý.